# Mord in Aschberg
Mord in Aschberg ist ein deutscher Fernsehfilm aus dem Jahr 2014 und der vierte Teil einer vierteiligen Kriminalfilmreihe von Holger Karsten Schmidt und Markus Imboden mit Hinnerk Schönemann in der Rolle des Detektivs Finn Zehender, die in der ZDF-Reihe „Fernsehfilm der Woche“ von 2011 bis 2014 ausgestrahlt wurde.

## Handlung
Ex-Polizist und jetziger Privatdetektiv Finn Zehender gerät bei seinem neusten Auftrag in einen Sumpf ominöser Aktivitäten der Familie Albrecht. Während er den Ehemann seiner Auftraggeberin beschatten soll, wollen die Albrechts einen lästigen Erpresser von dem Auftragsmörder Thomas Trappe umbringen lassen und sich über Zehenders Observierung ein Alibi sichern. Der Plan geht auf, doch gerät dabei der Privatdetektiv mitten in den Schusswechsel. Er versucht, den Schützen allein zu stellen. Das gelingt ihm beinahe, doch kann der Attentäter in seinem grünen Lieferwagen entkommen.
Die Polizei übernimmt die offiziellen Ermittlungen, aber Zehender kann nicht tatenlos zusehen und ermittelt auf eigene Faust mit. Er verschafft sich Zugang zu dem Hotelzimmer, aus dem der Schütze auf sein Opfer geschossen hatte. Er entdeckt dem Hotel gegenüber ein Juweliergeschäft und lässt sich von dort die Überwachungsaufnahmen geben. Wie erwartet kann er hierauf den grünen Lieferwagen entdecken, die Autonummer jedoch nur lückenhaft entziffern.
Anhand des auffällig luxuriösen Lebensstils, den der Erschossene zu Lebzeiten pflegte, schließt Zehender auf eine Erpressung und findet so die Spur zu den Albrechts. Als diese das bemerken, setzen sie Thomas Trappe auch auf ihn an. Dank des beherzten Eingreifens des ehemaligen Dorfpolizisten Gerd Mühlfellner kann der Scharfschütze in die Flucht geschlagen werden. Der fordert inzwischen von Simone Albrecht seinen „Lohn“ ein, den er nicht nur finanziell abgeglichen haben will, sondern auch in sexuellen Gegenleistungen. Deshalb beschließt Simone Albrecht, auch ihn aus dem Weg zu räumen. Finn Zehender kann dies jedoch verhindern und erscheint rechtzeitig mit der Staatsanwältin Agnes Sonntag, sodass die Albrechts und Thomas Trappe festgenommen werden.

## Hintergrund
Mord in Aschberg wurde 2013 unter dem Arbeitstitel Tödlicher Mord in Hamburg gedreht.

## Rezeption

### Einschaltquoten
Der Krimi hatte seine Erstausstrahlung am 25. Mai 2014 im ZDF, wobei er von 4,78 Mio. Zuschauern gesehen wurde, was einem Marktanteil von 15,4 Prozent entsprach.

### Kritiken
Rainer Tittelbach von tittelbach.tv meinte: „Einerseits ist ‚Mord in Aschberg‘ geradeaus an seiner Hauptfigur entlang erzählt, andererseits gönnen Autor Holger Karsten Schmidt und Regisseur Markus Imboden der Krimihandlung immer wieder kleine absurde Zwischenspiele. Schräge Dialoge, ironisch zerdehnte Situationen, eine im deutschen Fernsehen seltene Genre-Lakonie und ein relaxter Erzählfluss – das zeichnet den launigen ZDF-Krimi aus der norddeutschen Provinz aus.“
Bei der FAZ schrieb Michael Hanfeld anerkennend: „Die Rippe, das Fleisch, der Grill, der Privatdetektiv, der ältere Ex-Polizist – schon in ihrer ersten Szene fühlt man sich in dem Film „Mord in Aschberg“ wieder zu Hause in der Welt des Regisseurs Markus Imboden und des Autors Holger Karsten Schmidt. Sie schreiben dieser Besetzung (zu der noch ein paar andere gehören) schräge Geschichten zu, die in kein Raster passen. Komödie, Satire, Thriller, Krimi, Drama, Groteske – hier ist alles eins, steckt voller Anspielungen, Zitate und pointenreicher Dialoge plus einem coolen Soundtrack.“ Weiterhin schrieb er: „bei diesem Finn Zehender […] weiß man gar nicht, ob er unterschätzt wird und das einzusetzen weiß oder wirklich auf dem Schlauch steht.“
Für die Frankfurter Neue Presse urteilte Ulrich Feld: „Es ist schon bemerkenswert, wie geschickt Drehbuchautor Holger Karsten Schmidt und Regisseur Markus Imboden diese altbekannten Motive mit viel Witz und trockener Komik zu einem sauber durchkonstruierten Kriminalfall kombiniert haben, der auch mal härtere Töne anschlägt.“ Fazit: „Sex, Mord, Erpressung und Feuer: So böse und makaber war der tiefschwarze Provinzkrimi. “
Die Redaktion von TV Spielfilm beurteilt den Krimi mit dem „Daumen nach oben“ und meinte lobend: „Wären die Coen-Brüder mal in der norddeutschen Tiefebene tätig gewesen, wäre so was dabei rausgekommen.“ Mord in Aschberg sei ein „köstlicher Dorfkrimi mit lakonischem Witz.“